# Wacker Chemie
Wacker Chemie — немецкая химическая компания, продукция которой включает сверхчистый кремний для полупроводниковой промышленности, кремниевые соединения. Штаб-квартира находится в Мюнхене. Крупнейшим акционером (10 %) и председателем наблюдательного совета является правнук основателя Петер Александер Ваккер.
В списке крупнейших публичных компаний мира Forbes Global 2000 за 2022 год Wacker Chemie заняла 1655-е место.

## История
Компания была основана Александером Ваккером (1846—1922) в 1914 году (через два месяца после начала Первой мировой войны); первоначально она называлась «Предприятие электрохимической промышленности доктора Александера Ваккера» и производила ацетилен и его производные (ацетальдегид, ацетон, уксусную кислоту). В 1921 году 50-процннтную долю в компании приобрёл химический концерн Hoechst. В 1935 году компанией был разработан и запатентован метод суспензионной полимеризации винилхлорида, что стало важным этапом в развитии производства пластмасс.
После Второй мировой войны компании пришлось начинать практически с нуля, предприятия и лаборатории в Западной Германии были разрушены, а в Восточной — национализированы. Свои усилия компания направила в сторону кремниевых соединений, в частности производство моносилана и силиконов. В 1953 году компания была реорганизована в частное общество с ограниченной ответственностью Wacker-Chemie GmbH, в котором 51 % акций принадлежал семье Ваккеров, а 49 % — концерну Hoechst. В 1957 году был разработан Вакер-процесс, новый способ получения ацетальдегида. В начале 1960-х годов компания начала производство сверхчистого кремния, в 1968 году для этого была создана дочерняя компания, впоследствии получившая название Siltronic. В 1965 году Wacker Chemie, Hoechst и Marathon Oil построили в Бургхаузене крупный нефтехимический комплекс, в этом же году был создан филиал в США Wacker Chemicals Corp.
В 1970-х годах началась международная экспансия Wacker Chemie, были созданы дочерние компании в Мексике, Нидерландах, Швейцарии, Бельгии, Великобритании, Австрии, Дании, Испании и Бразилии. Начало массового производства персональных компьютеров в 1980-х годах создало высокий спрос на кремний, и он стал основным продуктом Wacker Chemie, также было расширено производство силикона открытием нового завода в Японии, к 1987 году компания стала третьим в мире крупнейшим его производителем.
В 2000 году был продан бизнес по производству поливинилхлорида. В 2006 году компания стала публичной, разместив свои акции на Франкфуртской фондовой бирже. В 2016 году в Чарльстоне (Теннесси) был открыт завод компании по производству поликристаллического кремния для солнечных батарей; стоимость строительства составила 2,5 млрд долларов. В 2017 году Siltronic была отделена в самостоятельную компанию.

## Деятельность
Производственные мощности компании насчитывают 26 предприятий, из них 10 находятся в Европе (Германия, Нидерланды, Норвегия, Испания, Чехия), по 8 в Америке (США, Бразилия) и Азии (Китай, Индия, Япония. Республика Корея). Крупнейший завод находится в Бургхаузене.
Подразделения по состоянию на 2021 год:
- Силиконы — кремниевые соединения (моносилан, кварц и другие); 42 % выручки;
- Полимеры — органические полимеры для производства клеющих материалов; 27 % выручки;
- Биофармацевтика — сложные органические соединения для пищевой и фармацевтической промышленности; 5 % выручки;
- Поликремний — поликристаллический кремний; 25 % выручки.

География деятельности:
- Европа — 38 % выручки (Германия — 15 %);
- Азия — 42 % выручки;
- Америка — 14 % выручки.

Компания является спонсором футбольного клуба Ваккер.